# Junkers W 33
Die Junkers W 33 war eine Weiterentwicklung der bewährten Junkers F 13 mit der gleichen Spannweite. Auch die W 33 war als einmotoriger Tiefdecker ausgelegt.

## Entwicklung und Versionen

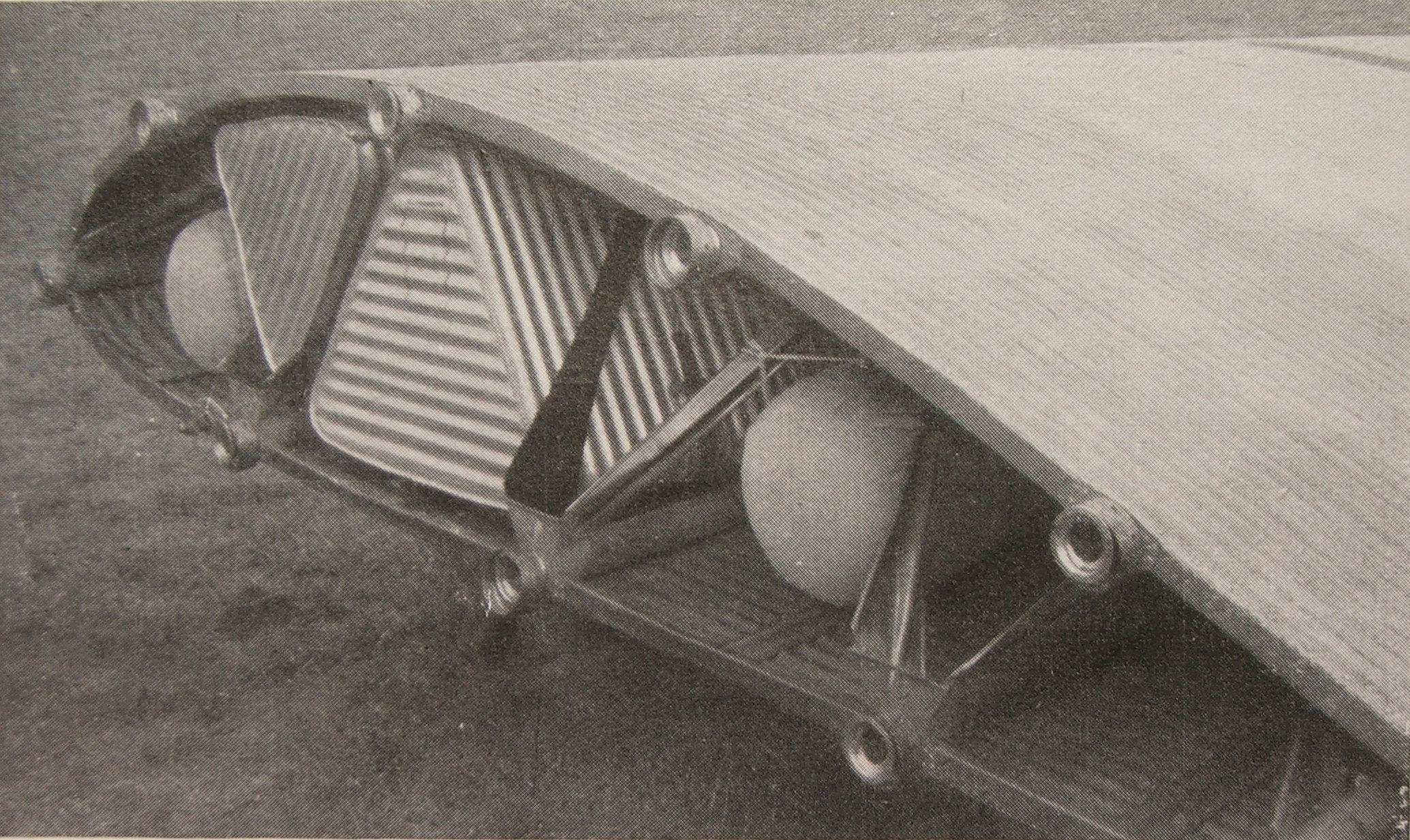
Tankanordnung im Flügel

Die Konstruktion stammte von Hermann Pohlmann. Der Erstflug fand am 17. Juni 1926 mit der D 921 (Werknummer 794) statt. Als Motor kam ein Junkers L 5 (228 kW) zum Einsatz. Das Flugzeug, noch mit offenem Führersitz und jetzt auf Schwimmern, nahm wenig später, vom 12. bis zum 23. Juli, am Deutschen Seeflugwettbewerb in Warnemünde teil, wobei der Junkerspilot Langanke den zweiten Platz belegte.
Spätere Varianten waren mit Junkers-Motoren L 5 G (313 kW) ausgerüstet. Eine W 33 diente der Flugerprobung des von den Junkers-Motorenwerken entwickelten Jumo 210. Insgesamt wurden 199 Flugzeuge vom Typ W 33 hergestellt. Die spätere Luftwaffe verwendete viele W 33 in den A/B-Schulen.
Die eigentlich als Frachtflugzeug ausgelegte W 33 zeichnete sich durch eine geräumige, fensterlose Kabine aus, die wesentlich zum eleganten Erscheinungsbild dieses Typs beitrug. Die später im kombinierten Verkehr benutzten Maschinen erhielten ein oder zwei Fenster an jeder Seite.
Nachdem die deutsch-russische Verkehrsgesellschaft Deruluft W 33 auf ihren Strecken verwendet hatte, erwarb ab 1928 auch die UdSSR mehrere Flugzeuge des Musters und setzte sie unter der Bezeichnung PS-4 bis 1941 als Postflugzeuge in den arktischen Regionen und in Sibirien ein, wo sie sich gut bewährten.

## Erster Transatlantik-Nonstop-Flug von Ost nach West

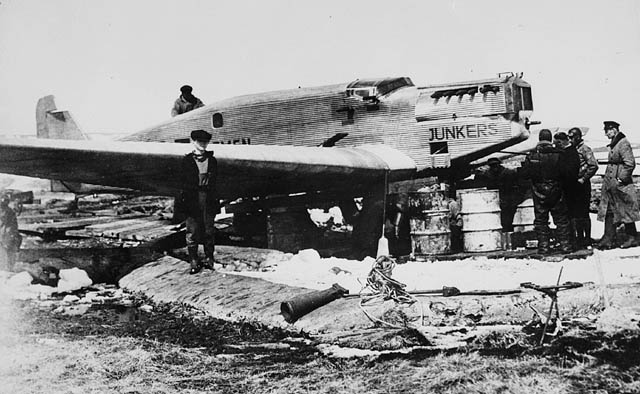
Die Junkers W33 Bremen nach ihrem Ost-West-Flug über den Atlantik

Weil die gute aerodynamische Durchbildung des Flugzeugs zu einem geringen Kraftstoffverbrauch führte, erschien damit eine Atlantikbezwingung im Nonstop-Flug in Ost-West-Richtung als durchaus möglich.
Dieser Flug wurde in den Junkers Flugzeug- und Motorenwerken in Dessau sorgfältig vorbereitet. Der Motor Junkers L 5 der Werknummer 2504 (Kennzeichen D-1167) wurde auf 265 kW gebracht und ein Metallpropeller montiert. Diverse Zusatztanks sorgten für mehr Reichweite. Zwei Versuche, zunächst einen Dauerflugrekord aufzustellen, endeten aufgrund kleinerer Defekte fast in Katastrophen. Es gelang schließlich den Firmenpiloten Edzard und Risticz doch, den Dauerflugrekord auf 52 Stunden 11 Minuten zu schrauben. Vom 5. bis zum 7. Juli 1928 konnte Risticz, diesmal zusammen mit Zimmermann, diese Leistung sogar auf 65 Stunden und 25 Minuten steigern, wobei sie auf geschlossener Bahn 5066 Kilometer zurücklegten.
Am 14. August 1927 begann der erste Versuch einer Atlantiküberquerung mit zwei speziell vorbereiteten Maschinen vom Typ W 33; der Bremen und der Europa, der jedoch aufgrund schlechten Wetters scheiterte. Im März 1928 starteten der Pilot Hermann Köhl von der DLH und der Eigner der Bremen, Ehrenfried Günther Freiherr von Hünefeld, zu einem zweiten Versuch nach Baldonnel (Irland). Anstelle des vorgesehenen zweiten, von Junkers gestellten Piloten, wurde der Flugplatzkommandant von Baldonnel, Major James Fitzmaurice, als Kopilot in das Team aufgenommen. Da der Flugplatz wegen starker Niederschläge aufgeweicht war, konnte erst am 12. April 1928 gestartet werden. Der erste Nonstop-Flug von Ost nach West endete nach 36,5 Stunden auf Greenly Island, einer kleinen, der Labrador-Halbinsel vorgelagerten, Insel.

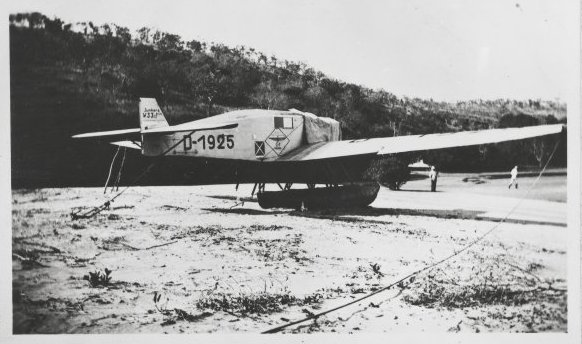
Die Atlantis auf einem Strand in West-Australien

Im Jahre 1932 brach der Remscheider Pilot Hans Bertram von Köln aus mit einer mit Schwimmern ausgerüsteten Junkers W 33 c (D 1925, Wnr. 2542), die den Namen Atlantis trug, zu einem Flug nach China auf. Zweck des Fluges war das Sammeln von Finanzmitteln für den Aufbau der chinesischen Luftwaffe. Kurzentschlossen wurde ein Umweg über Australien genommen. Hierbei geriet die Atlantis auf einem Nachtflug von Osttimor nach Darwin (Australien) durch Windversatz in einem Sturm vom Kurs ab und strandete mit dem letzten Tropfen Benzin in den Kimberleys. Erst nach 53 Tagen wurden Hans Bertram und sein Bordmechaniker Adolf Klausmann gerettet. Die Geschichte des unfreiwilligen Abenteuers und des Rückfluges erlangte in seinem Buch „Flug in die Hölle“ weltweite Bekanntheit. Die W 33 „Atlantis“ wurde nach der Rückkehr nach Berlin wieder an Junkers übergeben. Ihr weiterer Verbleib ist nicht bekannt.

## Technische Daten

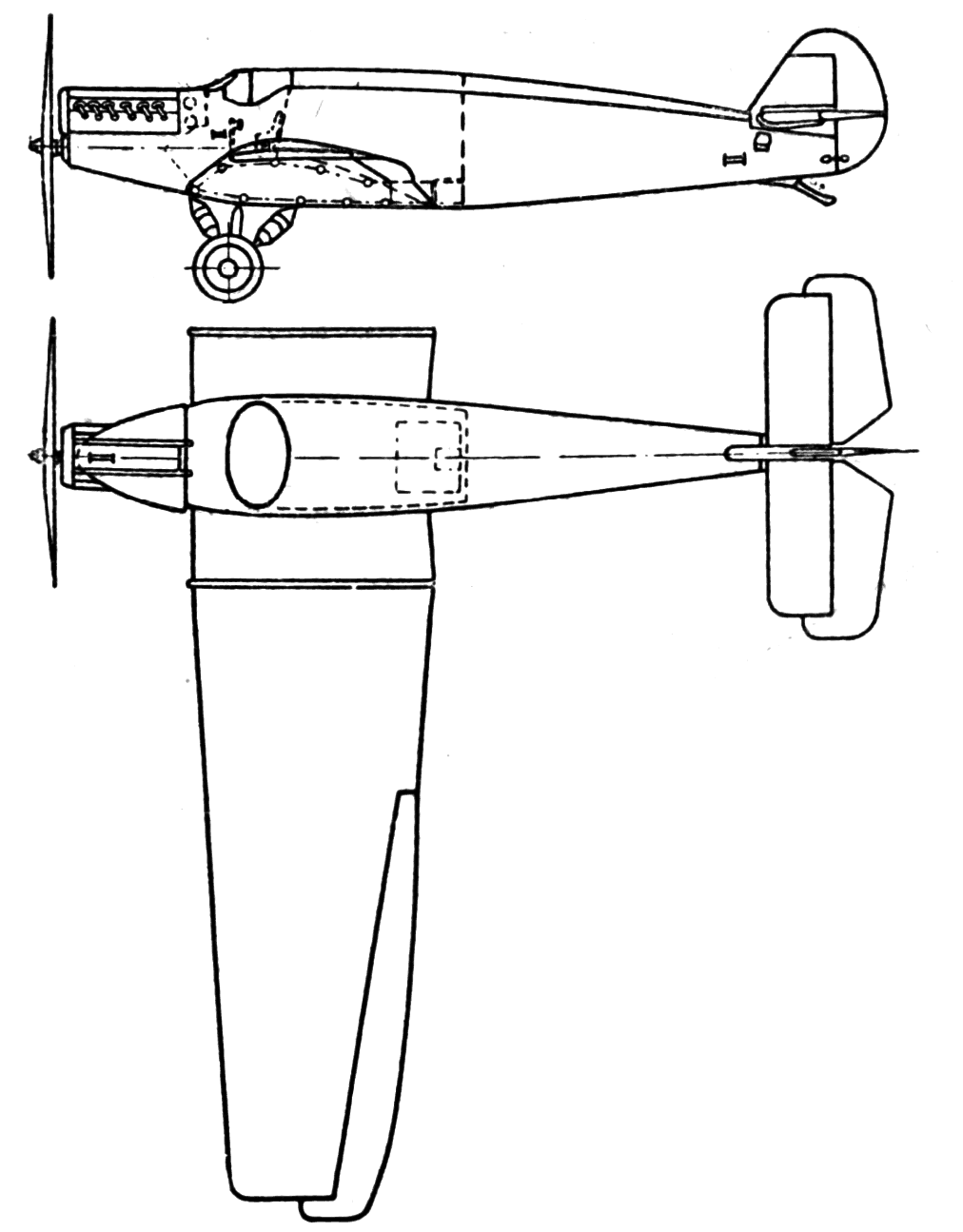
Zweiseitenriss W33 Bremen

| Kenngröße             | Daten (1926)                                     | Daten (1928, Langstreckenversion für Atlantikflug) |
| --------------------- | ------------------------------------------------ | -------------------------------------------------- |
| Besatzung             | 2–3                                              | 2                                                  |
| Passagiere            | bis zu 6                                         | 1                                                  |
| Länge                 | 10,50 m                                          | 10,90 m                                            |
| Spannweite            | 17,75 m                                          | 18,35 m                                            |
| Höhe                  | 2,90 m                                           | 3,50 m                                             |
| Flügelfläche          | 43,00 m²                                         | 46,00 m²                                           |
| Flügelstreckung       | 7,32                                             | 7,32                                               |
| Leermasse             | 1200 kg                                          | 1350 kg                                            |
| Zuladung              | 900 kg                                           | 2350 kg                                            |
| Startmasse            | 2100 kg                                          | 3700 kg                                            |
| Flächenbelastung      | 49,00 kg/m²                                      | 85,50 kg/m²                                        |
| Triebwerk             | ein Sechszylinder-Viertakt-Reihenmotor           | ein Sechszylinder-Viertakt-Reihenmotor             |
| Typ                   | ein Junkers L 5 mit Verdichtungsverhältnis 5,5:1 | ein Junkers L 5 mit Verdichtungsverhältnis 7:1     |
| Leistung              | 228 kW (310 PS)                                  | 265 kW (360 PS)                                    |
| Höchstgeschwindigkeit | 197 km/h                                         | 195 km/h                                           |
| Reisegeschwindigkeit  | 155 km/h                                         | 150 km/h                                           |
| Dienstgipfelhöhe      | 5800 m                                           |                                                    |
| Reichweite            | 1000 km                                          | 7000 km                                            |

## Erhaltene Exemplare

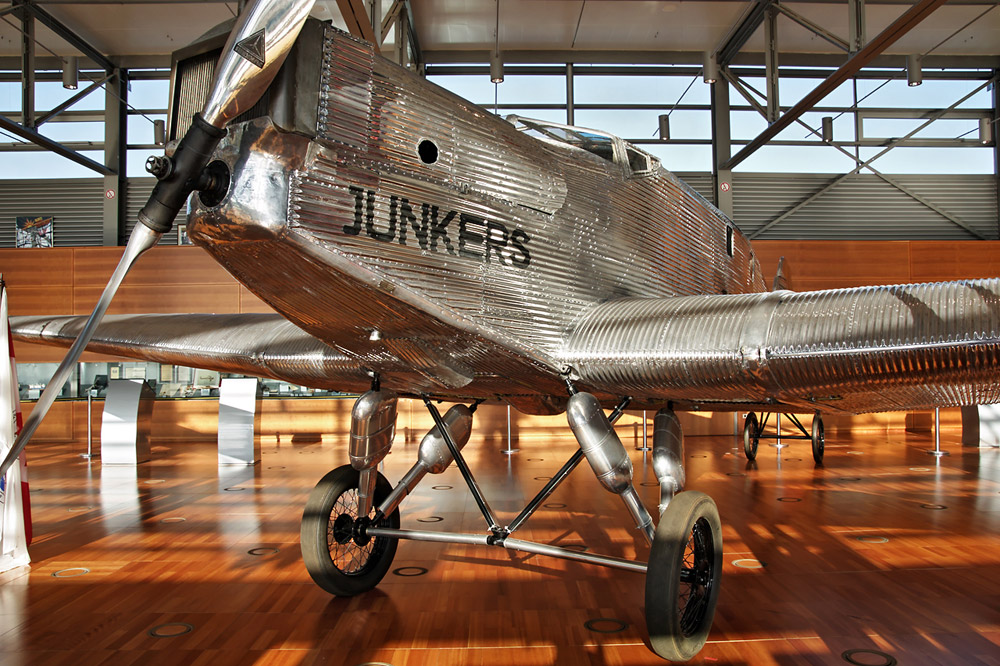
Die erhaltene Junkers W33 Bremen in der Bremenhalle

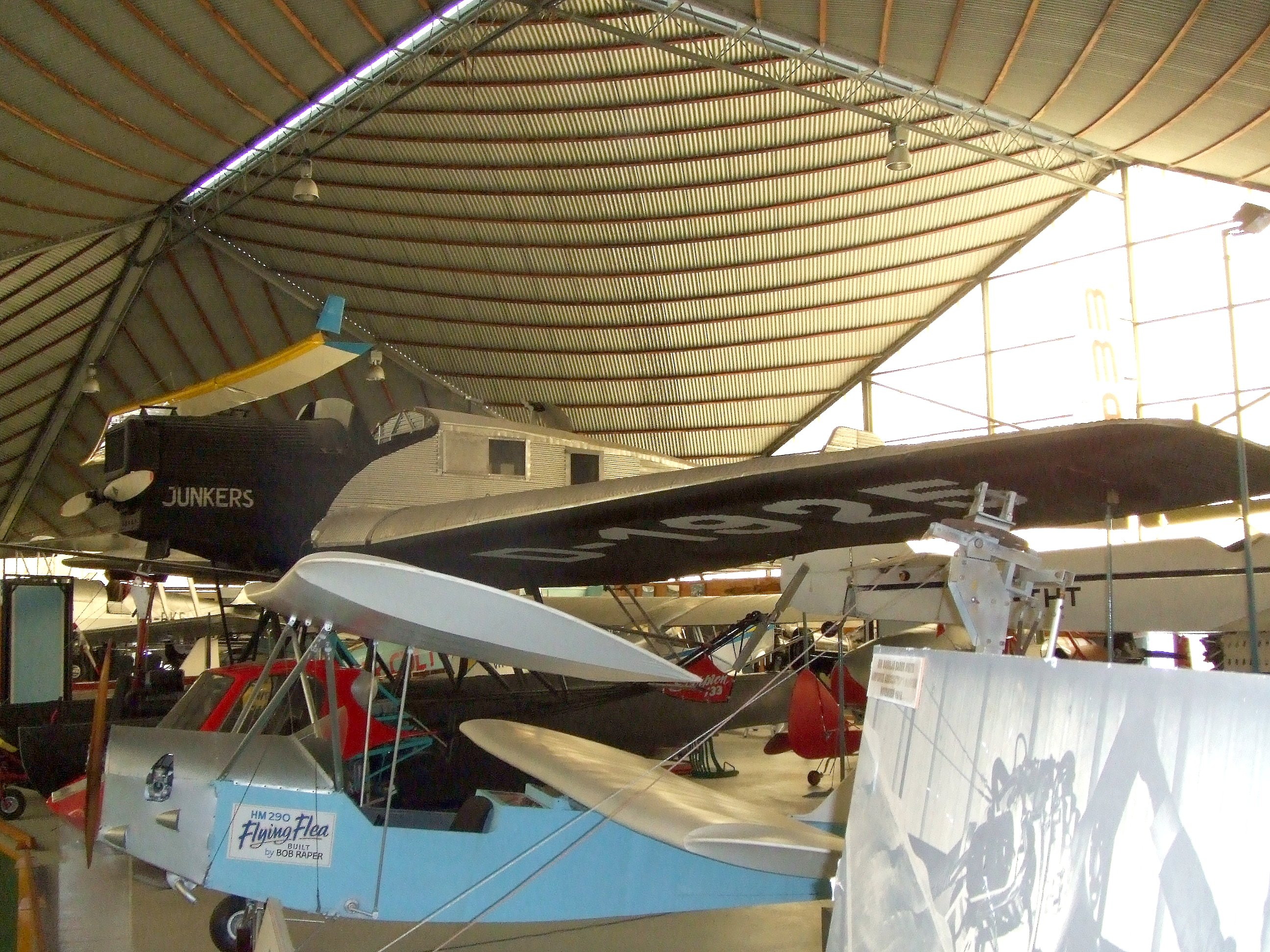
D-1925-Nachbau in Bull Creek

Nur eine Junkers W33 ist bis heute im Original erhalten geblieben. Möglicherweise existiert noch eine weitere Junkers W33 aus Neuguinea. Ein Nachbau entstand in den 80er Jahren in Australien.
Weitere Informationen zur Historie der Objekte findet man bei
- Werknummer 2504, D-1167, „Bremen“ befindet sich seit Juli 1998 als Leihgabe in der Bremenhalle des Flughafens Bremen. Das Flugzeug absolvierte 1928 den ersten Ost-West-Atlantik-Nonstopflug und wurde von ihrem Eigentümer Freiherr von Hünefeld nach kurzer Ausstellung in Deutschland an die Stadt New York verschenkt. Später kam das Flugzeug in das Smithsonian Museum in Washington, bevor es von Henry Ford für sein Museum in Dearborn erworben wurde. Ein Interessenverein aus Bremen holte das berühmte Flugzeug im April 1997 wieder nach Deutschland, wo es vor der Ausstellung durch die Lufthansa instand gesetzt wurde. Der ursprünglich auf 2006 terminierte Leihvertrag mit dem Ford-Museum wurde inzwischen mehrfach verlängert. Inzwischen befindet sich auch ein W33-Flugsimulator in der Bremenhalle, den der Bremer Förderverein gemeinsam mit dem Förderverein des Technikmuseums Hugo Junkers in Dessau gebaut hatte, um hiermit den Atlantikflug aus Anlass des 90. Jahrestages im April 2018 nachzufliegen.[5]

- Werknummer 2575, VH-UIW befand sich 1988 im Besitz des Papua New Guinea (PNG) National War Museums. Das Flugzeug wurde 1929 durch Ab Flygindustri in Limhamn fertiggestellt und 1930 nach Neuguinea für Versorgungsflüge von Minenanlagen bei Salamaua verkauft. Sie wurde 1936 nach einem Landeunfall abgestellt. Die Lutheranische Mission übernahm die Maschine 1938 als Ersatzteilspender für eine von ihr betriebene Junkers F13. Die Katholische Heiliggeist-Mission in Alexishafen übernahm die Reste 1939. Das Flugzeug blieb auch nach Auflösung der Mission und nach dem Krieg auf dem früheren Danip Airfield bei Alexishafen. Erst 1985 erfolgte die Bergung durch das PNG War Museum. Das Flugzeug wurde auf den Flugplatz Lae gebracht, wo die Instandsetzung durch die Papua New Guinea Defence Force stattfinden sollte. Das Lae Airfield wurde 1987 für zivile Zwecke geschlossen. Das PNG War Museum zog 1990 von Lae nach Port Moresby. Die Junkers W33 befand sich zu dieser Zeit noch bei der PNG Defence Force zur Instandsetzung in Lae. Die Defence Force räumte 1992 den Flugplatz von Lae. Über den Verbleib der VH-UIW gibt es keine Informationen. Möglicherweise wurde das Flugzeug bei der Räumung der PNG Defence Force-Einrichtungen entsorgt. Wahrscheinlicher ist allerdings, dass das Flugzeug im Zuge der zahlreichen amerikanischen und australischen Flugzeugbergungskampagnen in Neuguinea Ende der 90er Jahre abtransportiert wurde. Über den aktuellen Verbleib liegen keine Informationen vor.[5]

- W33-Nachbau (ABC-Studios) der Werknummer 2542, D-1925, „Atlantis“ befand sich seit 2008 im Australian Aviation Museum in Bankstown, Australien. Um 2014 wurde der Nachbau durch einen Sturm in Bankstown erheblich beschädigt. Ein Wiederaufbau der Replika fand bis zur Schließung des Museums in Bankstown 2018 nicht statt. Ob die Reste der Replika verkauft oder abgewrackt wurden, ist derzeit nicht bekannt. Ursprünglich war die Replika für die Verfilmung des Buches „Flug in die Hölle“ durch den australischen Fernsehsender ABC Studios und die Royal Australian Air Force (RAAF) Sydney gebaut worden. Nach Abschluss der Dreharbeiten überließ der Sender 1985 die Replika dem RAAF-Museum in Bullcreek, das sie aus Platzgründen 2008 nach Bankstown abgab. Das Originalflugzeug wurde 1932 durch den Australienflug von Hans Bertram bekannt, der mit seinem Begleiter Klausmann mehrere Wochen an der australischen Nordwestküste verschollen war, nachdem er bei der Überquerung der Timor-See zu weit nach Norden abgetrieben wurde und schließlich ohne Treibstoff an der Küste notwassern musste. Der originale Schwimmer der D-1925 wird heute im RAAF-Museum in Bullcreek gezeigt. Ein Schwimmer der Replika wird im Broome Historical Museum ausgestellt.[5]